# Hägling
Der Hägling (Coregonus heglingus) ist ein Süßwasserfisch aus der Unterfamilie Coregoninae.

## Merkmale
Wie andere Mitglieder der Unterfamilie Coregoninae auch, hat der Hägling ein heringsähnliches Äußeres mit zahlreichen kleinen, silbrig glänzenden Rundschuppen. Außerdem hat er eine Fettflosse. Der Hägling erreicht eine maximale Länge von 240 mm.

## Verbreitung
Der Hägling ist im Walen- und Zürichsee in der Schweiz endemisch. Momentan gibt es in beiden Seen nur eine homogene Population von Häglingen. Im Walensee lebten bis vor 50 Jahren jedoch noch zwei Populationen, von denen die Laichzeit der einen im Sommer und der anderen im Winter lag. Wahrscheinlich kam es im Zuge von Vernichtung von Laichgründen, Temperaturveränderungen und dem Eindringen von Fischen aus dem Zürichsee zur Vermischung der drei Populationen.

## Lebensweise
Der Hägling ernährt sich hauptsächlich von Zooplankton und lebt pelagisch, schluckt aber auch hin und wieder Wasserschnecken und vergleichbare Organismen. Im Zürichsee liegt die Laichzeit im Juli, im Walensee im Spätherbst.

## Gefährdung und Nutzung
Da der genaue Status des Häglings ungewiss ist, kann über seine Gefährdung wenig ausgesagt werden. Er ist ein köstlicher Speisefisch.